# Pholidoscelis corax
Pholidoscelis corax (амейва Ценскі) — вид ящірок родини теїдових (Teiidae). Ендемік Ангільї.

## Поширення і екологія
Амейви Ценскі є ендеміками невеликого, безлюдного острівця Літл-Скреб, розташованого поблизу острова Скреб. Вони живуть в сухих чагарникових і кактусових заростях. Живляться плодами кактусів, рибою, пташиними яйцями.

## Збереження
МСОП класифікує цей вид як такий, що перебуває під загрозою зникнення. За оцінками дослідників, популяція Pholidoscelis corax становить 428-512 особин. Їм загрожують руйнівні урагани, такі як Луїс і Ленні, а також можлива поява на острові щурів чи мишей.